# Tittarfråga
I vissa TV-program ställs en tittarfråga till dem som ser på programmet. Det hela går ut på att svara rätt på en fråga och vinna ett pris, om man har tur. Ett antal alternativ presenteras, och vart och ett av svarsalternativen får ett telefonnummer som man ska ringa om man tror på just det alternativet. Oftast tillkommer en avgift på runt tio kronor om man vill vara med och tävla.